# 格氏似鯔銀漢魚
格氏似鯔銀漢魚，為輻鰭魚綱銀漢魚目似鯔銀漢魚科的其中一種，分布於澳洲北部及新幾內亞南部淡水流域，體長可達3.8公分，為熱帶淡水魚，棲息在雨林覆蓋的溪流、沼澤底中層水域，生活習性不明，可做為觀賞魚。